# Lithocolletinae
De Lithocolletinae zijn een onderfamilie van vlinders uit de familie mineermotten (Gracillariidae). De wetenschappelijke naam is voor het eerst geldig gepubliceerd in 1854 door Henry Tibbats Stainton.

## Synoniem
- Phyllorycteridae Walsingham, 1914

## Geslachten
- Cameraria Chapman, 1902
- Chrysaster Kumata, 1961
- Cremastobombycia Braun, 1908
- Hyloconis Kumata, 1963
- Leucanthiza Clemens, 1859
- Macrosaccus Davis & De Prins, 2011
- Neolithocolletis Kumata, 1963
- Phyllonorycter Hübner, 1822
- Porphyrosela Braun, 1908
- Protolithocolletis Braun, 1929
- Triberta De Prins, 2013